# John Milne (homme politique britannique)
John Laurence Milne est un homme politique libéral-démocrate britannique qui est député de Horsham depuis 2024. Il est également membre du conseil du comté de West Sussex depuis 2021 et du conseil du district de Horsham depuis 2019.

## Jeunesse et éducation
Milne grandit à Epsom et fait ses études à la Glyn Grammar School. Il obtient une bourse et étudie à l'Université d'Oxford, obtenant un baccalauréat ès arts (BA) en littérature anglaise.
Avant d'entrer en politique, Milne travaille comme directeur créatif dans la publicité.

## Carrière politique
Milne est élu membre du conseil de district de Horsham pour Roffey North lors des élections de 2019, et pour Denne lors des élections de 2023,. Il est chef adjoint du conseil de district jusqu'à son élection au Parlement en 2024. Milne représente aussi la circonscription de Horsham Riverside au conseil du comté de West Sussex depuis les élections de 2021, et est membre du conseil de quartier de Forest.
Lors des élections générales de 2024, Milne est élu député de Horsham, battant le député conservateur sortant, Jeremy Quin. Milne est le premier député non conservateur à représenter la circonscription depuis James Clifton Brown, élu lors de l'élection partielle de Horsham en 1876.